# 艾登·阿斯林
艾登·丹尼爾·約翰·馬克·阿斯林（英語：Aiden Daniel John Mark Aslin），英国及乌克兰双重国籍公民，于2022年4月在馬里烏波爾圍城戰中身为乌克兰海军陆战队员时被俄军俘虏。他于6月9日被俄羅斯傀儡國“顿涅茨克人民共和国”当局判处死刑，罪名是“从事旨在夺取政权和推翻人民共和国宪法秩序的雇佣军活动和行动”。他对判决提出上诉。9月，艾登·阿斯林獲釋。